# Calendario shaka

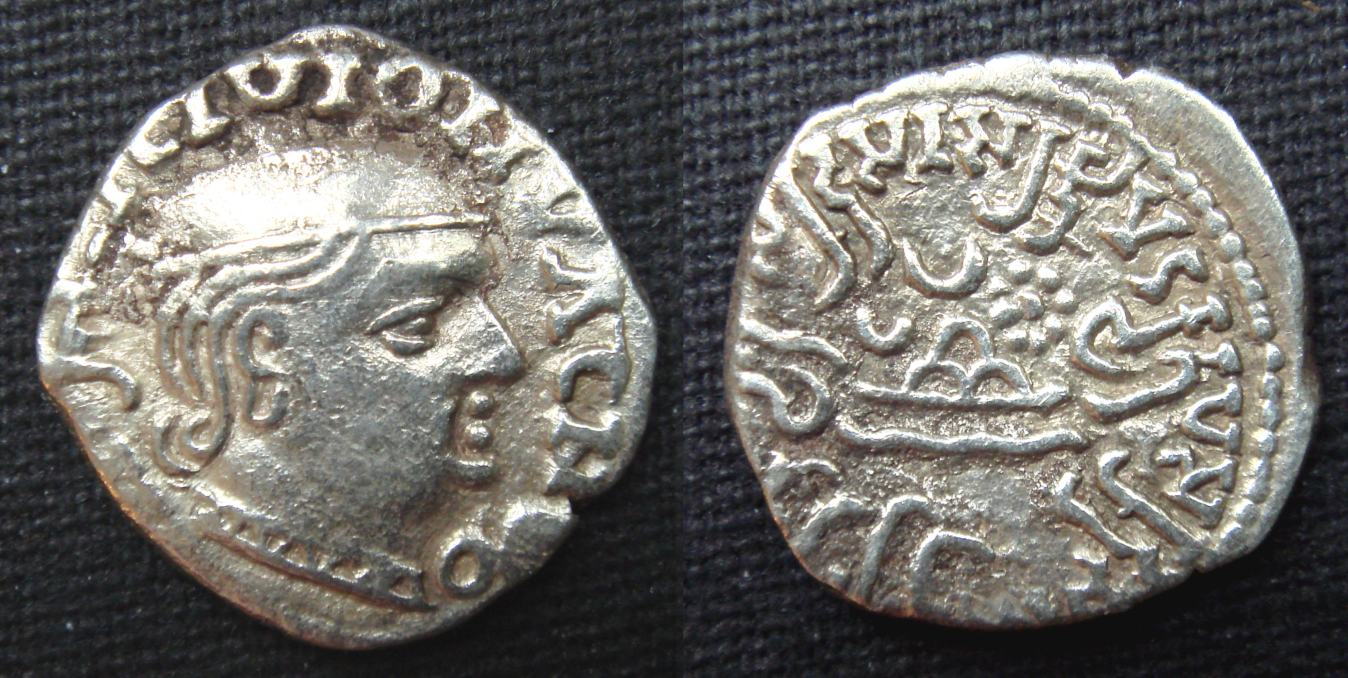
Una moneda de plata ―de 16 mm, 2.2 gramos― del rey Rudrasena I (200-222), de la Satrapía occidental. Esta moneda lleva la fecha en saka en escritura brahmi en el reverso: 131 saka, que corresponde a 209 d. C.

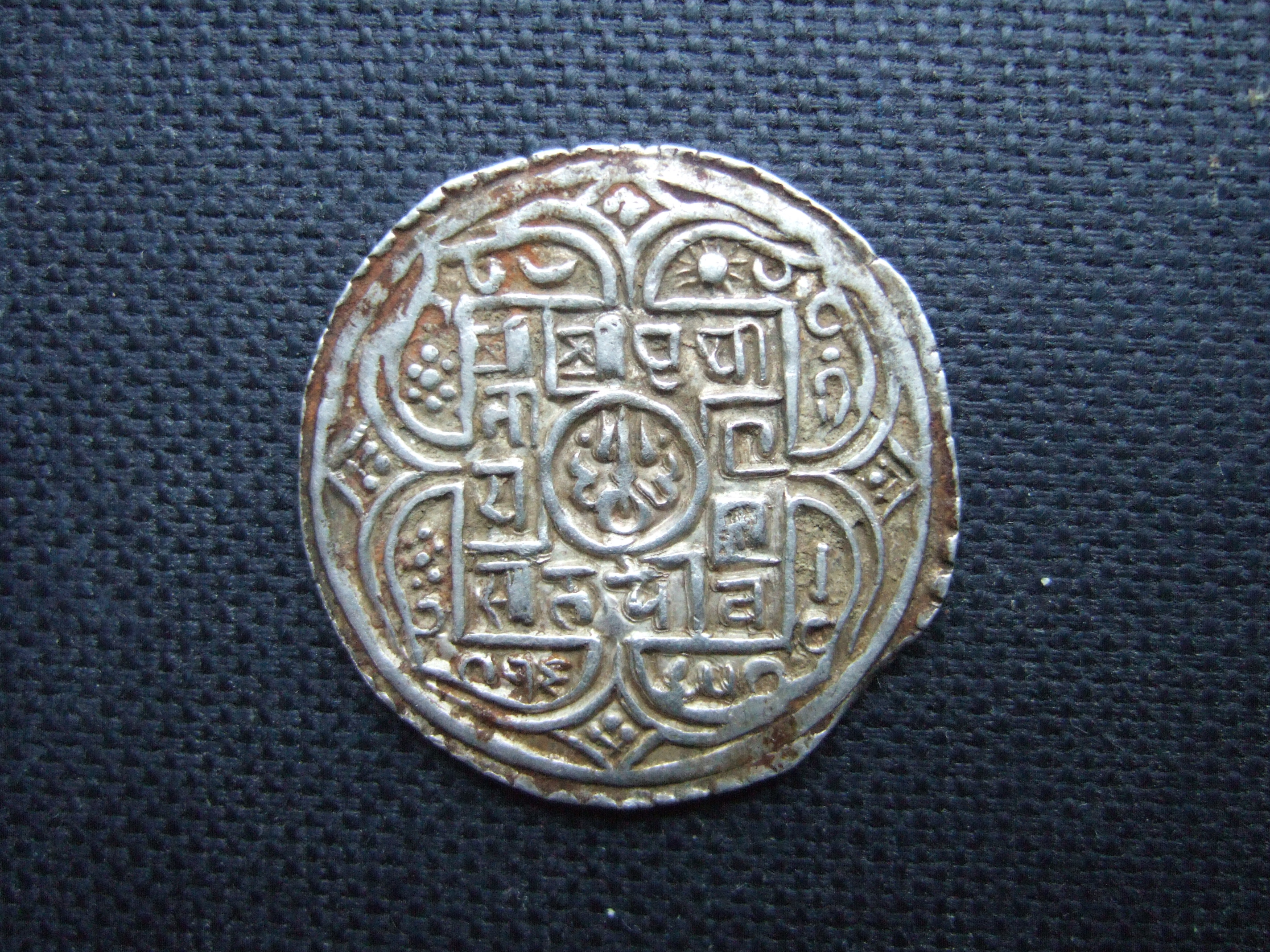
Mohar del rey gorkhali Prithvi Narayan Shah, fechado en el 1685 saka (1763 d. C.).

La era saka, también conocida como la era shalivajana fue adoptada por el gobierno indio como el calendario nacional de la India. Su año cero comienza cerca del equinoccio de primavera del año 78 d. C. El calendario saka comienza el 22 de marzo de cada año, excepto en los años bisiestos, en que se inicia el 23 de marzo.

## Historia
La era saka comenzó con la ascensión al trono del emperador kushana Kaniska, en el año 78 d. C. Después de la caída de los kushanas, sus herederos los sakas de Uyain continuaron utilizando esta era. Astrónomos como Varaja Mijira, el matemático Brahmagupta y el historiador Kaljana utilizaron la era saka en sus obras célebres.
Los guryaras de Bhinmal, los chalukias de Badami y los rastrkutas de Deccan utilizan la era saka. De hecho, la era saka fue el calendario más extendido en el tiempo en la India y fue una de las principales razones por las que el Comité de Reforma de Calendario decidió para la era saka fuera el «calendario nacional de la India» ―otra razón fue su relativa precisión en relación con otros calendarios regionales de la India, muy imperfectos―.
En un informe arqueológico de 1864, A. Cunningham ―el primer director general del Servicio Arqueológico de la India― acreditó a Shalivajan ―el legendario rey de Panyab de la dinastía Bhati― la creación de la era saka para conmemorar su victoria sobre los sakas. La dinastía Bhati gobernó desde Siyalkot de Panyab.
La era también fue utilizada por los tribunales de Java desde la época del antiguo javanés hasta 1633, en que fue sustituido por el calendario anno javánico, un sistema híbrido javanés-islámico.
El calendario saka también ayudó a los historiadores a datar la inscripción Laguna Copperplate, el primer documento escrito encontrado en las Filipinas.
Se ha utilizado no solo en muchas inscripciones indias sino también en antiguas inscripciones en sánscrito en el sudeste de Asia. 
El calendario reformado promulgado por el gobierno de la India a partir de 1957 se basa en el calendario salivajana.
Se utiliza junto al calendario gregoriano, en la Gazette de India (publicación oficial del Gobierno), en difusiones de noticias de la All India Radio, y en calendarios y comunicaciones publicados por el gobierno de India. Al margen de tales propósitos formales, el calendario no es muy ampliamente utilizado.

## Estructura del calendario
| nombre del mes | duración   | fecha de comienzo |
| -------------- | ---------- | ----------------- |
| chaitra        | 30/31 días | 22 de marzo       |
| vaisakha       | 31 días    | 21 de abril       |
| jyaistha       | 31 días    | 22 de mayo        |
| asadha         | 31 días    | 22 de junio       |
| sravana        | 31 días    | 22 de julio       |
| bhadra         | 31 días    | 23 de agosto      |
| asvina         | 30 días    | 23 de septiembre  |
| kartika        | 30 días    | 23 de octubre     |
| agrahayana     | 30 días    | 22 de noviembre   |
| pausha         | 30 días    | 22 de diciembre   |
| magha          | 30 días    | 21 de enero       |
| phalguna       | 30 días    | 20 de febrero     |

En los años bisiestos, el mes de chaitra tiene 31 días y comienza el 21 de marzo en lugar del 22. Los meses de la primera mitad del año tienen todos 31 días, para tener en cuenta el movimiento más lento del sol a través de la eclíptica en este tiempo.
Los nombres de los meses derivan de calendarios hinduistas lunisolares más antiguos, por lo que existen variaciones en el deletreo, lo que es una fuente posible de confusión en cuanto a qué calendario pertenece una fecha.